# Jac van Rhijn

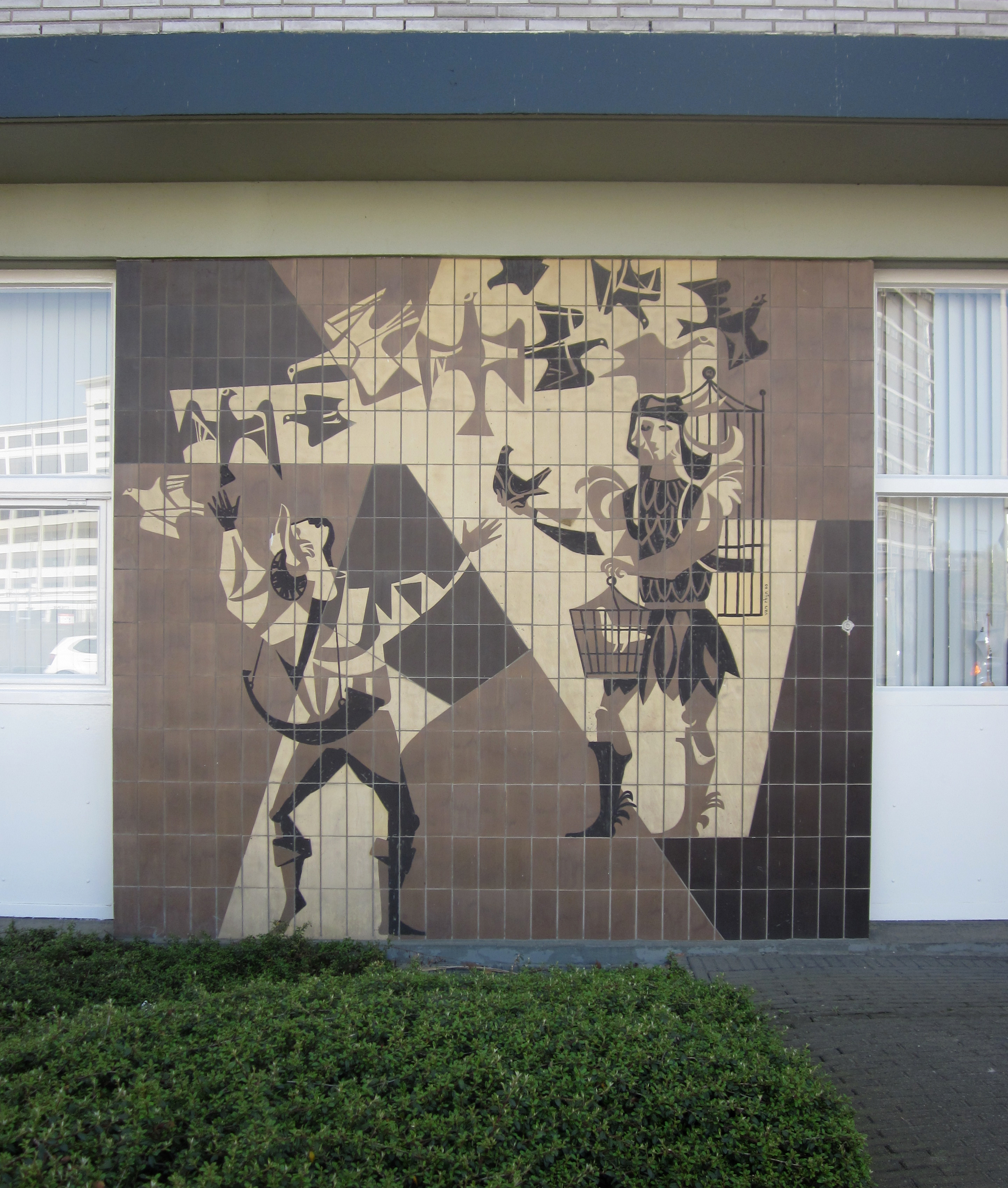
Tegeltableau aan de Schootsestraat 14 te Eindhoven uit 1960

Jacobus Antonius (Jac/Jacques) van Rhijn (Venlo, 21 juni 1921 – 2009) was een Nederlands beeldhouwer.

## Opleiding en werk
Hij was zoon van Geertruida (Truce) van Doorn en timmerman Johan Jacob Martin van Rhijn. Broer Sier van Rhijn werd architect. Hijzelf trouwde in 1944 met Maria Anna Mathilda Wehrens.
Van Rhijn kreeg zijn opleiding van onder anderen Jan Bronner aan de Rijksacademie voor Beeldende Kunsten in Amsterdam. Zelf gaf hij les aan de Technische Hogeschool in Delft en aan de Akademie voor Industriële Vormgeving Eindhoven. Werken van hem, te karakteriseren als expressionistisch, zijn te zien in onder andere 's-Hertogenbosch (Harpspeelster, 1953), Tilburg (reliëf hoofdkantoor Volt, 1959), Zwolle (reliëf Thomas a Kempis Lyceum, 1960), Venlo (Schinkemenke, 1953; Sint Joris, 1957), Den Haag (reliëf Loevesteinlaan, 1954) en Sint-Oedenrode (bevrijdingsmonument, 1950).
Van Rhijn overleed in 2009.